# ممر بيوار

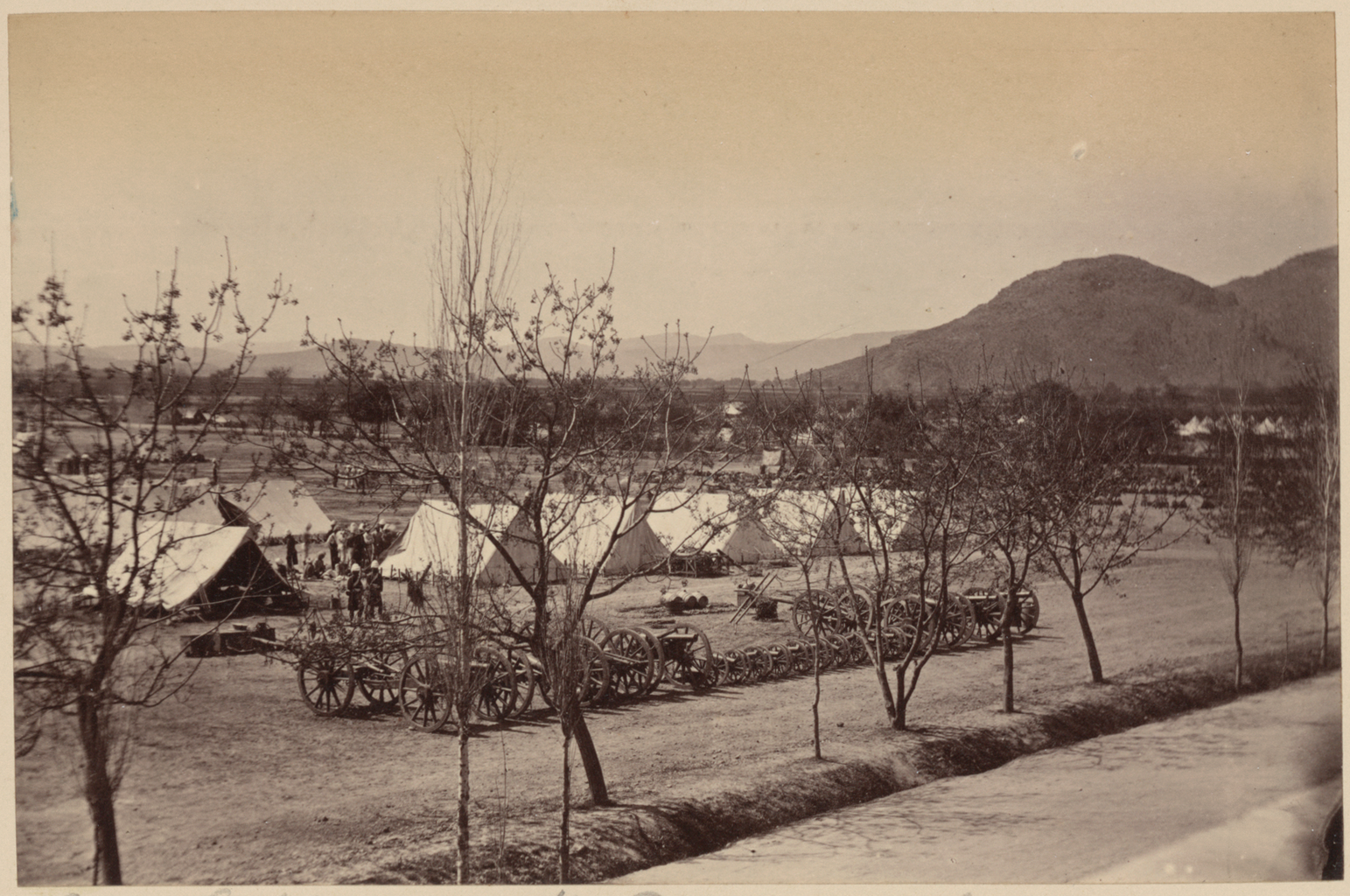
صورة لمدافع التقطت في كوتال بيوار، من تصوير جون بورك خلال الحرب الأنغلو-أفغانية الثانية

ممر بيوار أو ممر بيوار كوتال وينطق أيضًا ممر بايوار هو واحد من الممرات الجبلية التي تربط ولاية بكتيا في أفغانستان ومنطقة كرم الواقعة في المناطق القبلية الخاضعة للإدارة الاتحادية في باكستان.
كان ممر بيوار كوتال موقع لأحد المعارك في أواخر شهر نوفمبر 1878 بين القوات البريطانية تحت السير فريدريك روبرتس وأحد الجيوش الأفغانية. استطاع روبرتس التغلب على القوات الأفغانية بقيادة قائد مجهول، واستحصل على انتصار بريطاني وسيطر على الممر.